# Joan Tàpia i Nieto
Joan Tàpia i Nieto (Barcelona, 1946) és un periodista, jurista especialitzat en l'àrea econòmica i financera, i directiu català. Entre 1987 i 2000 va ser el director del diari La Vanguardia i és membre de la Reial Acadèmia de Ciències Econòmiques i Financeres, des de 1998.

## Biografia
Nascut a Barcelona el 1946, de jove es va implicar en política militant al Reagrupament Socialista i Democràtic de Catalunya, partit que dirigia Josep Pallach. Llicenciat en dret per la Universitat de Barcelona, ha desenvolupat la major part de la seva activitat entorn de l'àrea econòmica i financera en premsa i revistes especialitzades. Així, alhora que dirigia el departament de relacions externes de La Caixa, va ser redactor econòmic de La Vanguardia, on va formar part de l'equip editorial entre 1971 i 1980.
Després d'un breu període dirigint El Noticiero Universal, va assessorar el ministre d'Economia i Hisenda del primer govern de Felipe González, Miguel Boyer, entre els anys 1983 i 1985. Va retornar a La Vanguardia, on va tornar a formar part de la redacció econòmica, dirigint el suplement econòmic setmanal, fins que el 1987 va ser nomenat director de La Vanguardia, càrrec que va ocupar fins al seu relleu per José Antich l'any 2000. Amb el seu director adjunt Lluís Foix, en deixar el diari, van passar a ser assessors de l'editor Javier Godó. És conseller de La Vanguardia Ediciones.
També va ser director general de Barcelona TV i va dirigir TVE a Catalunya. Col·labora en El Periódico de Catalunya i El Confidencial, així com en les tertúlies de diversos programes de ràdio i televisió. Al llarg de la seva carrera ha estat distingit amb el Premi del Club Internacional de Premsa (1991), un premi Ortega y Gasset de caràcter extraordinari (1996) i el premi Luca de Tena (1997).